# Lytkarino
Lytkarino(in russo Лыткарино?) è una cittadina della Russia europea centrale (oblast' di Mosca), situata 30 km a sud-est della capitale, porto sulla sponda sinistra del fiume Moscova.
Attestata dalla prima metà del XV secolo come piccolo villaggio agricolo, ottenne lo status di città nel 1957.

## Società

### Evoluzione demografica
Fonte: mojgorod.ru
- 1959: 25.100
- 1979: 46.900
- 1989: 51.000
- 2002: 50.798
- 2007: 51.600